# Tamarindo de Pichones
Tamarindo de Pichones es un caserío peruano ubicado en el distrito de Lancones, perteneciente a la provincia de Sullana del departamento de Piura, al norte del Perú. 

## Ubicación
Tamarindo de Pichones se ubica al noreste de la provincia de Sullana, en el distrito de Lancones, en el departamento de Piura. 

## Demografía
En 2017 Tamarindo de Pichones tenía una población de 131 habitantes.
| Gráfica de evolución demográfica de Tamarindo de Pichones entre 1993 y 2017 |
|                                                                             |
| Fuentes: Población 1993 y 2017                                              |